# Ресурс-О1 № 4
Ресурс-О1 № 4 — многофункциональный космический аппарат. Предназначался для изучения природных ресурсов Земли, гидрометеорологического обеспечения и экологического мониторинга окружающей среды. Дополнительно, по сравнению с предшественниками, имел аппаратуру метеорологического и гелиогеофизического назначения.

## Конструкция
Ресурс-О1 № 4 строился на базе модернизированной космической платформы СП-II (Ресурс-УКП). Платформа СП-II была разработана и сдана в штатную эксплуатацию в составе метеорологической системы с КА «Метеор-3» (1982—1993 гг.). В 90-х годах ВНИИЭМ совместно с истринским филиалом (НИИЭМ) выполнили глубокую модернизацию СП-II с использованием заделов для КА «Ресурс-О»(новое название Ресурс-УКП).
Конструктивно аппарат состоял из гермокорпуса с приборной рамой внутри, на которой размещались бортовая аппаратура, и платформы полезной нагрузки с негерметичной БА и АФУ.
Благодаря универсальности платформы полезной нагрузки на ней удалось разместить дополнительную аппаратуру метеорологического назначения, коммерческую полезную нагрузку и 5 отделяемых микроспутников: FASat-Bravo, TMSat 1, TechSat 1b, WESTPAC 1, Safir 2 (общей массой 240 кг). Общая масса полезной нагрузки составила 1012 кг. Гарантированный срок службы удалось увеличить в два раза (до 2-х лет) за счёт модернизации системы энергопитания.

## Состав полезной нагрузки КА
- Многоканальное сканирующее устройство среднего разрешения МСУ-СК
- Многоканальное сканирующее устройство высокого разрешения МСУ-Э
- РМК
- МР-900
- Радиометр Scrarab
- Спектрометр NINA
- МКА Safir 2 (Германия)
- МКА WESTPAC (Австралия)
- МКА FASat-Bravo (Англия)
- МКА TMSat 1 (Англия)
- МКА TechSat 1b (Израиль)